# Russell Hoban

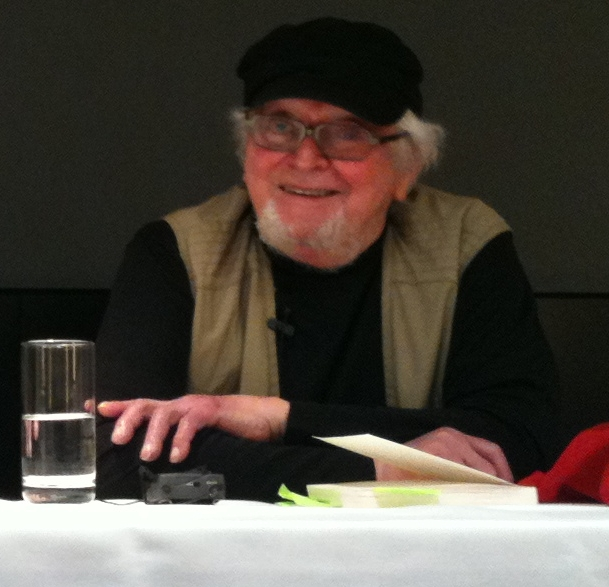
Russell Hoban 2010.

Russell Conwell Hoban, född 4 februari 1925 i Lansdale utanför Philadelphia, Pennsylvania, död 13 december 2011 i London, var en amerikansk författare i många genrer, men i Sverige kanske mest känd för sina barnböcker om grävlingsungen Polly. Hoban bodde under senare år i England.